# دژ اسمدرفو
ّدژ اسمدرفو (صربی: Cмeдepeвcκa твpђaвa / Smederevska tvrđava) یک شهر مستحکم واقع‌شده در اسمدرفو، صربستان است و به‌طور موقت در قرون وسطی پایتخت صربستان بود. این دژ میان سال‌های ۱۴۲۷ تا ۱۴۳۰ به دستور حاکم مطلق جوراج برانکوویچ ساخته شد. این دژ توسط امپراتوری عثمانی که در سال ۱۴۵۹ شهر را تصرف کردند نیز مستحکم‌تر شد.
دژ اسمدرفو در سال ۱۹۷۹ توسط صربستان به عنوان «یادبود ملی فرهنگ با اهمیت فوق‌العاده» اعلام شد. در سال ۲۰۱۰، این دژ در فهرست آزمایشی برای نامزدی احتمالی به عنوان میراث جهانی یونسکو قرار گرفت.